# Exoteleia
Exoteleia is een geslacht van vlinders uit de familie van de tastermotten (Gelechiidae).

## Soorten
- E. anomala Hodges, 1985
- E. burkei Keifer, 1932
- E. californica (Busck, 1907)
- E. chillcotti Freeman, 1963
- E. dodecella (Linnaeus, 1758) - dennenlotmot
- E. graphicella (Busck, 1908)
- E. nepheos Freeman, 1967
- E. oribatella (Rebel, 1918)
- E. pinifoliella (Chambers, 1880)
- E. succinctella (Zeller, 1872)